# 胡守仁 (明朝)
胡守仁（?—?），字子安，號近塘。明代浙江觀海卫（今宁波市慈溪市观海卫镇）人。為人豪爽灑脫、性格剛烈。戚繼光部下將領。

## 生平
初任觀海衛百戶。
嘉靖三十五年（1556年）龍山之戰後，升為中軍總哨。嘉靖三十七年（1558年）二月，參加舟山岑港攻擊戰。後至浙江義烏處州等地招募新兵，訓練成戚家軍。嘉靖三十八年，任備倭把總。嘉靖四十二年担任莆禧守备。
隆庆二年（1568年），奉命带领三千浙兵到达蓟州，被任命为蓟州东路副总兵，恰逢大雨，胡守仁所率三千浙兵在雨中精神抖擞，巍然不动。
萬曆二年（1574年）在台灣海峽追擊林鳳、李忠为首的海上武装集团。在九龙山下建造这座“镜仔宫”奉祀妈祖。
萬曆四年（1576年）與福建巡抚龐尚鵬發生衝突，首辅张居正以重言谴责庞尚鹏。萬曆十年張居正死，被罷官返鄉。卒年不詳。葬于觀海衛城北衛山下。